# Апологет
Апологе́т (от др.-греч. ἀπολογία [апология] «защитительная речь») — историческое название преемников апостолов и мужей апостольских — пытавшихся обосновать христианское учение и открыто защищавших его от критиков в период II—III столетий новой эры раннехристианских писателей (Аристид Афинский, Кодрат Афинский — одновременно и апостол от семидесяти, и апологет Аристон Пелльский, Иустин Великий — наиболее значительный, автор апологий, давших название этому поколению, Феофил Антиохийский, Афинагор Афинский, Мелитон Сардийский, Клавдий Аполлинарий, Мильтиад, Тертуллиан, Эрмий, Ириней Лионский, Татиан, Пантен, Климент Александрийский, Ориген и др.). Впоследствии так называли всех активных защитников и пропагандистов идеологических течений, систем, теорий или учений  (см. апология).

## Апологеты в раннем христианстве
Любой из христианских писателей, главным образом II—III веков, защищавших христианство от критики и, в свою очередь, критикующих греко-римскую культуру. Многие из их сочинений были адресованы римским императорам и часто напоминали по форме короткие служебные письма, составленные с целью защитить христианство от обвинений, выдвигаемых против него во II веке. Произведения апологетов только частично отражают полную картину раннего этапа христианства, так как они были написаны в ответ на конкретные обвинения их противников.
Среди греческих апологетов следует отметить Юстина Мученика, Татиана, Аристида, Аполлинара, Феофила, Теофина и Климента Александрийского. Латинскими апологетами II века являлись Минуций Феликс и Тертуллиан.